# Провулок Леваневського
Леваневського прову́лок — зниклий провулок, що існував у Жовтневому районі (нині територія Солом'янського району) міста Києва, місцевість Караваєві дачі. Пролягав від Борщагівської вулиці до Дашавської вулиці.  

## Історія
Провулок виник у 1-й половині XX століття під назвою 3-й Дачний. Назву провулок Леваневського здобув 1955 року, на честь радянського пілота С. О. Леваневського. Ліквідований 1977 року в зв'язку зі знесенням старої забудови.